# Cheval Star
Cheval Star est un magazine mensuel français de presse équestre destiné aux jeunes cavaliers de 8 à 15 ans, qui a existé de 1991 à 2014. Fondé en octobre 1991 par le groupe Cheval Magazine, il est édité par Prest Edit, installé à Montfort-l'Amaury dans les Yvelines.
C'est l'un des magazines les plus lus par les cavalières adolescentes en France.

## Lectorat
D'après la sociologue Christine Fontanini, bien que Cheval Star ne soit pas un magazine décrit comme explicitement destiné aux filles, dans les faits, son lectorat est composé à 95 % de jeunes filles. Le magazine a par ailleurs toutes les caractéristiques d'un titre de presse pour filles, car son titre est entouré de rose et les décorations des pages intérieures font appel à du rose et du violet. C'est aussi le magazine le plus lu par les jeunes filles cavalières interrogées sur leur lecture presse, à 57 %, devant Cheval Magazine.  Elle suppose que le ciblage de Cheval Star vers un lectorat féminin ait pu influencer la féminisation du métier de vétérinaire en France. 
Cheval Star est typiquement lu par des adolescentes qui pratiquent l'équitation, et qui rangent ces magazines dans leur chambre et/ou en décorent les murs avec les posters qu'ils contiennent.

## Description
Chaque magazine contenait des conseils pour les lecteurs, des bandes dessinées ainsi que des questionnaires pour mieux se connaître. La publication est arrêtée en Juin 2014 avec le n°273. Le titre du magazine change pour Cheval Love, dont la publication est arrêtée à son tour fin 2014.